# 雷蒙德·米尔顿
雷蒙德·米尔顿（英語：Raymond Milton，1912年8月27日—2003年9月17日），加拿大男子冰球运动员，场上位置是后卫。他曾代表加拿大参加1936年冬季奥林匹克运动会冰球比赛，获得一枚银牌。